# Liste des châteaux finlandais
Cette liste regroupe les châteaux et forteresses de Finlande, qui sont au nombre de vingt-trois dont sept en grande partie restaurés.

## Liste des châteaux et forteresses
| Nom                                 | Nom en finnois Nom en suédois                       | Lieu        | Date           | État                        | Image |
| ----------------------------------- | --------------------------------------------------- | ----------- | -------------- | --------------------------- | ----- |
| Olavinlinna                         | Olofsborg                                           | Savonlinna  | 1475           | Largement restauré          |       |
| Château de Turku                    | Turun linna Åbo slott                               | Turku       | 1280           | Largement restauré          |       |
| Château du Häme                     | Hämeen linna Tavastehus slott                       | Hämeenlinna | 1320           | Largement restauré          |       |
| Suomenlinna                         | Suomenlinna Sveaborg                                | Helsinki    | 1748           | Largement restauré          |       |
| Château de Kastelholm               | Kastleholma Kastleholms slott                       | Åland       | 1300           | Partiellement en ruine      |       |
| Château de Raseborg                 | Raaseporin linna Raseborgs slott                    | Raseborg    | 1378           | Partiellement en ruine      |       |
| Forteresse de Hamina                | Haminan Linnoitus Fredrikshamns befästning          | Hamina      | 1720           | Partiellement en ruine      |       |
| Forteresse de Kärnäkoski            | Kärnäkosken linnoitus Kärnäkoski befästning         | Savitaipale | 1791           | Partiellement en ruine      |       |
| Forteresse de Bomarsund             | Bomarsunnin linnoitus Bomarsunds befästning         | Bomarsund   | 1832           | ruiné                       |       |
| Forteresse de Svartholm             | Svartholman linnoitus Svartholms befästning         | Loviisa     | 1749           | Partiellement en ruine      |       |
| Forteresse maritime de Ruotsinsalmi | Ruotsinsalmen merilinnoitus Svensksunds sjöfästning | Kotka       | 1794           | Partiellement en ruine      |       |
| Château de Hakoinen                 | Hakoisten linna Haga borg                           | Janakkala   | 500 av. J.-C.  | Totalement en ruine         |       |
| Château de Kajaani                  | Kajaanin linna Kajana borg                          | Kajaani     | 1604           | Presque totalement en ruine |       |
| Château de Kuusisto                 | Kuusiston linna Kustö biskopsborg                   | Kaarina     | 1400           | Presque totalement en ruine |       |
| Brahelinna                          | Brahelinna Braheslott                               | Ristiina    | 1646           | Presque totalement en ruine |       |
| Château de Lieto                    | Liedon linna Lieto borg                             | Lieto       | 1500 av. J.-C. | Totalement en ruine         |       |
| Château de Stenberga                | Stenberin linna Stenberga slott                     | Masku       | 1200           | Totalement en ruine         |       |
| Château de Liinmaa                  | Liinmaan linna Vreghdenborg                         | Eurajoki    | XIVe siècle    | Totalement en ruine         |       |
| Château de Kokemäki                 | Kokemäen linna Kumo slott                           | Kokemäki    | 1324           | Totalement en ruine         |       |
| Château de Oulu                     | Oulun linna Uleåborgs slott                         | Oulu        | 1375           | Totalement en ruine         |       |
| Sibbesborg                          | Sipoon linna Sibbesborg                             | Sipoo       | 1400           | Totalement en ruine         |       |
| Junkarsborg                         | Junkarsborgin linnoitus Junkarsborg                 | Karis       | 1500           | Totalement en ruine         |       |